# Кляич, Милош
Милош Кляич (сербохорв. Милош Кљајић / Miloš Kljajić; 17 марта 1916, Горни-Сеничак — 14 июля 1944, Кодрич) — югославский партизан, участник Народно-освободительной войны, Народный герой Югославии. Хорватский серб по национальности.

## Биография
Родился 17 марта 1916 в селе Горни-Сеничак близ Вргинмоста в бедной крестьянской семье. Не мог окончить даже начальную школу из-за нищенского положения семьи, поскольку должен был пасти скот в других сёлах. Занимался тяжёлым физическим трудом, после службы в армии работал на керамическом заводе. Позднее перебрался в Тузлу, где работал на соляном предприятии. Там вступил в рабочее движение, в 1940 году зачислен в КПЮ.
После оккупации немцами страны, Милош вернулся домой. В мае 1941 года возглавил партизанское соединение из своего села, стал организатором движения Сопротивления на севере Кордуна. В сентябре 1941 года возглавил отряд «Сеничак», который действовал на дороге Удбина-Сеничак и контролировал сёла Скакавец, Ковачевац, Ласини, Карловац и Вргинмост. Вёл бои с усташами и домобранцами в декабре 1941 и январе 1942, оказывал помощь 15 тысячам беженцев и охранял их во время их пути к Петровой горе.
В январе 1942 года Милош возглавил 3-ю роту 4-го Кордунского батальона. В феврале окончил первые офицерские курсы при партизанской школе в Горни-Будачке и возглавил роту 1-го ударного батальона 1-го Кордунского партизанского отряда. Летом 1942 года в боях за Ястребарско Милош освободил 700 детей из Козары, Кордуна и Бановины, томившихся в усташском концлагере. В Словении он был тяжело ранен.
В 1943 году Кляич возглавил 4-й батальон 1-й Кордунской бригады (она же 4-я кордунская ударная бригада), затем возглавил и саму бригаду. С батальоном участвовал в битве на дороге Драганич-Крашич против танковой колонны вермахта и усташей, прикрываемой пехотой, которая спешила на помощь гарнизону Краича. Хотя Милош был ранен, вместе с бомбашами он вступил в бой против танков. В бою были убиты 300 усташей, 200 попали в плен.
Милош участвовал также в боях против четников и итальянцев близ Брлоги, за что с батальоном удостоился благодарности от Штаба 8-й кордунской дивизии. Во второй половине 1943 года проявил в боях с объединёнными силам усташей, четников и итальянцев близ Церовника. В январе 1944 года с 4-м батальоном на Глоборницком мосту (дорога Горни-Дубравы — Дони-Дубравы) уничтожил укреплённый район усташей в составе 300 человек.
В середине июня того же года Милоша назначили командиром 1-й Кордунской бригады. В третий раз он отправился к Жумбераку, где вёл бои с усташскими солдатами и черкесскими кавалерийскими частями вермахта. На пути к Жумбераку бригада уничтожила крепость Бушевац, вступив в активные бои у Блатницы и Речицы (недалеко от Карловаца). С 27 июня по 11 июля бригада Кляича вела бои против объединённых сил усташей и немцев за Жумберак.
Милош Кляич погиб 14 июля 1944 у Кодрича в бою с немцами. Похоронен в селе Радатовичи с воинскими почестями. 6 декабря посмертно награждён Орденом Народного героя. До конца войны его имя носил 4-й батальон 1-й бригады 8-й ударной кордунской дивизии. В его честь также названо село Кляичево в общине Сомбор современной Сербии.